# Анфіногентова Анна Антонівна
Анна Антонівна Анфіногентова (нар. 29 грудня 1938, Мінеральні Води) — російська економістка, доктор економічних наук (1979), професор (1980), академік Російської академії наук (26.05.2000; член-кореспондент з 1991), член-кореспондент РАСГН (1991).

## Біографія
Навчалася в Саратовському економічному інституті, який закінчила у 1962 році.
Трудову діяльність розпочала на посаді економістки Саратовського заводу металевих виробів.
Працювала асистенткою, старшою викладачкою, доценткою, завідувачкою (з 1976 р) кафедри планування народного господарства Саратовського економічного інституту.
Професор кафедри планування народного господарства (1978—1979) Московського інституту народного господарства ім. В. Г. Плеханова.
Завідувачка сектору методології планування (1980—1989), заступниуя, директора (1989—1990), директор (1990—2015), з 2016 р — головна наукова співробітниця Інституту соціально-економічних проблем розвитку АПК АН СРСР (нині ФДБУН «Інститут аграрних проблем» РАН, Саратов).
Основні роботи Анни Афіногентової присвячені теоретичним проблемам побудови міжгалузевих балансів, використання їх в регіональному управлінні, проблемам функціонування агропромислового комплексу.
Анна Анфіногентова — одна з розробників "Концепції регулювання соціально-економічного розвитку АПК регіонів Асоціації «Велика Волга», «Проєкту середньострокової програми формування системи оптових продовольчих ринків в Саратовській області на 1997—2005 рр.».
Входить до Європейської асоціації економістів-аграрників, Європейської асоціації регіональної науки, Асоціації європейських шкіл планування, Міжнародної робочої групи з планування та прийняття локальних рішень.
Опублікувала близько 200 наукових робіт, з них 10 монографій.

## Основні праці
- Планирование межотраслевых связей области / Сарат. экон. ин-т. — Саратов: Изд-во Сарат. ун-та, 1973. — 264 с.
- Межотраслевые связи / соавт. А. К. Семенов. — Саратов: Приволж. кн. изд-во, 1974. — 175 с.
- Комбинаторный натурально-стоимостной межотраслевой баланс агропромышленного комплекса региона (15-17 сент. 1981 г.). Кишинев, 1981 (в соавторстве с Н. Н. Киреевой и М. В. Кольцовой);
- Планирование народного хозяйства: учебник / соавт.: В. М. Башмаков и др.; под ред. В. Н. Мосина. — М.: Высш. шк., 1982. — 616 с.
- Методические рекомендации по совершенствованию планирования в системе АПК / соавт.: И. Е. Глазунов и др.; ВНИЭСХ. — М., 1987. — 78 с.
- Совершенствование межотраслевой структуры регионального АПК / соавт.: М. В. Кольцова и др.; отв. ред. А. А. Анфиногентова; АН СССР. Ин-т соц.-экон. пробл. развития АПК. — М.: Наука, 1988. — 83 с. — (Пробл. сов. экономики).
- Межотраслевые взаимодействия в региональных агросистемах. Саратов: ИСЭП АПК РАН, 1997.
- Новые направления исследования межотраслевых связей в агропромышленном комплексе России / соавт. О.Заливчева // Регион. агросистемы: экономика и социология. Саратов, 2003. С.32-37.
- Стратегия развития АПК России в контексте обеспечения продовольственной безопасности // Россия в глобализирующемся мире: политико-экономические очерки. М.:Наука, 2004 (в соавторстве с А. Б. Письменной, О. В. Ермоловой, В. Г. Коростелевым).
- Стратегия развития АПК с учетом инновационных факторов / соавт. Э. Н. Крылатых // АПК: экономика, упр. 2005. № 10. С.4-11.
- Закономерности развития региональных агропродовольственных систем: (материалы Всерос. школы молодых ученых), 24-25 окт. 2007 г. / ред.: А. А. Афиногентова и др. — Саратов: Изд-во ИАгП РАН, 2007. — 159 с.
- Социально-экономические приоритеты обеспечения продовольственной безопасности России: моногр. / соавт.: Т. В. Блинова и др. — Саратов: Саратов. источник, 2012. — 273 с.
- Импортозамещение в системе стратегического управления агропродовольственным комплексом России / соавт.: О. В. Ермолова, Н. А. Яковенко // Аграр. науч. журн. 2015. № 12. С. 60-64.
- Глобальные тренды и локальные практики: современные форумы международных сообществ по аграрной тематике / соавт. Н. А. Фисенко // Аграр. науч. журн. 2017. № 6. С. 97-100.

## Нагороди
- орден Дружби (1999)[1],
- орден «За заслуги перед Вітчизною» II ступеня (2010)[2].

## Сім'я
Анна Анфіногентова одружена, має двох дітей.